# Condado de Marshall (Alabama)
O Condado de Marshall é um dos 67 condados do estado norte-americano do Alabama. De acordo com o censo de 2022, sua população é de 99.423 habitantes. A sede do condado é Guntersville, e a sua maior cidade é Albertville. O condado foi fundado em 1818 e o seu nome é uma homenagem a John Marshall (1755-1835), que foi o quarto Chefe de Justiça dos Estados Unidos. É um dry county, com excepção das localidades de Albertville, Arab, Boaz e Guntersville.

## História
O condado foi estabelecido em 9 de janeiro de 1836. Teve origem a partir de terras cedidas pelos cherokees após o Tratado de New Echota, em 1835. A maior parte dos primeiros colonos vieram dos estados do Tennessee, Virginia, e das Carolinas.

## Geografia
De acordo com o censo, sua área total é de 1610 km², destes sendo 1465,5 km² de terra e 144,5 km² de água.

### Condados adjacentes
- Condado de Jackson, nordeste
- Condado de DeKalb, leste
- Condado de Etowah, sudeste
- Condado de Blount, sul
- Condado de Cullman, sudoeste
- Condado de Morgan, oeste
- Condado de Madison, noroeste

### Rio
- Rio Tennessee

## Transportes

### Principais rodovias
- U.S. Highway 231
- U.S. Highway 431
- State Route 68
- State Route 69
- State Route 75
- State Route 79
- State Route 168
- State Route 179
- State Route 205
- State Route 227

### Ferrovia
- Alabama and Tennessee River Railway

## Demografia
De acordo com o censo de 2022:
- População total: 99.423
- Densidade: 68 hab/km²
- Residências: 41.753
- Famílias: 35.439
- Composição da população:
  - Brancos: 92,6%
  - Negros: 3,1%
  - Nativos americanos e do Alaska: 1,2%
  - Asiáticos: 0,8%
  - Nativos havaianos e outros ilhotas do Pacífico: 0,4%
  - Duas ou mais raças: 1,9%
  - Hispânicos ou latinos: 15,6%

## Comunidades

### Cidades
- Albertville
- Arab (parcialmente no condado de Cullman)
- Boaz (parcialmente no condado de Etowah)
- Guntersville (sede)

### Vilas
- Cherokee Ridge
- Douglas
- Grant
- Union Grove

### Áreas censitárias
- Joppa (parcialmente no condado de Cullman)

### Comunidades não-incorporadas
- Asbury
- Bucksnort
- Claysville
- Cottonville
- Eddy
- Egypt
- Grassy
- Hog Jaw
- Horton
- Hustleville
- Kennamer Cove
- Little New York
- Morgan City (parcialmente no condado de Morgan)
- Mount Hebron
- Pinedale Shores
- Rayburn
- Red Hill
- Ruth
- Scant City
- Swearengin
- Warrenton

### Cidade-fantasma
- Red Apple